# 國大妃王氏
國大妃 王氏（?—?），是高麗第34代恭讓王王瑶的母亲，定原府院君王鈞的夫人，曾祖父是忠烈王，為延德府院大君王埙之女，封福寧宮主，尊为三韓國大妃，尊号慈睿貞明翼聖思齊惠德三韓國大妃。
王氏生年不详，史书记载她的生日是正月十七，她是忠烈王的曾孙女，高丽仁宗是她的九世祖，原为福寧宮主。她的丈夫定原府院君王鈞，是高丽仁宗的八世孙。她的儿子王瑶于1389年被李成桂拥立为高丽国王（恭讓王）。1390年四月，恭讓王尊母福寧宮主王氏爲慈睿貞明翼聖思齊惠德三韓國大妃，号貞明殿。1391年二月，國大妃从汉城府至开京。七月，尊國大妃父亲延德大君王塤爲良孝公，母亲趙氏爲安懿妃，祖考父江陽公王滋爲靖康公。1392年三月，世子王奭从明朝京師应天府回還，國大妃、王妃、世子嬪受到厚賜。其后，國大妃的事迹没有记载，七月，恭讓王禅位给李成桂，高丽灭亡。

## 家族
- 曾祖父：忠烈王 - 高丽第25代王
- 曾祖母：貞和宮主 王氏
- 祖父：江陽公 王滋
- 父亲：延德府院大君 王塤
- 母亲：安懿妃 趙氏
- 丈夫：定原府院君 王鈞
- 长子：定陽君 王瑀
- 次子：恭讓王 王瑶 - 高丽第34代王